# Ivan Udodov
Ivan Udodov   (Gluboky, 20 de maig de 1924 - Rostov del Don, 16 d'octubre de 1981) fou un aixecador rus que va competir sota bandera de la Unió Soviètica durant les dècades de 1940 i 1950. Fou el primer campió olímpic soviètic en halterofília.
El 1941, quan sols tenia 17 anys, fou capturat pels alemanys i deportat al camp de concentració de Buchenwald. Quan fou alliberat, el 1945, tan sols pesava 30 kg i no podia caminar per si sol. S'inicià en l'halterofília per recuperar les forces i el 1949 finalitzà segon al campionat soviètic del pes gall. En aquest mateix pes guanyà els títols nacionals de 1950 a 1952.
El 1952 va prendre part en els Jocs Olímpics d'Estiu de Hèlsinki, on guanyà la medalla d'or en la categoria del pes gall del programa d'halterofília. El 1953 guanyà el Campionat del món d'halterofília en el pes gall.
El 1954 passà a competir pel pes ploma i va establir dos rècords del món però només va guanyar un títol nacional en aquest pes, el 1956. També guanyà dues medalles de plata al Campionat del món d'halterofília, el 1954 i 1955. El 1956 no fou seleccionat per disputar els Jocs de Melbourne per culpa d'una lesió. Es retirà de les competicions per se conductor de camions i posteriorment entrenador d'halterofília a Rostov.